# Glycaspis deirada
Glycaspis deirada är en insektsart som beskrevs av Moore 1970. Glycaspis deirada ingår i släktet Glycaspis och familjen rundbladloppor. Inga underarter finns listade i Catalogue of Life.